# Perkozek australijski
Perkozek australijski (Tachybaptus novaehollandiae) – gatunek średniej wielkości ptaka z rodziny perkozów (Podicipedidae), zamieszkujący jeziora i rzeki Australazji oraz południowej i wschodniej Indonezji. Nie jest zagrożony.

## Podgatunki i zasięg występowania
IOC wyróżnia 6 podgatunków T. novaehollandiae:
- T. n. javanicus (Mayr, 1943) – Jawa
- T. n. fumosus (Mayr, 1943) – wyspy Talaud i Sangihe (na północny wschód od Celebesu)
- T. n. incola (Mayr, 1943) – północna Nowa Gwinea
- T. n. novaehollandiae (Stephens, 1826) – południowa Nowa Gwinea do Australii, Tasmania i Nowa Zelandia
- T. n. leucosternos (Mayr, 1931) – Vanuatu i Nowa Kaledonia
- T. n. rennellianus (Mayr, 1943) – atol Rennell (Wyspy Salomona)

Autorzy Handbook of the Birds of the World wyróżnili jeszcze jeden podgatunek, uznając go jednak za takson wątpliwy:
- T. n. timorensis (Mayr, 1943) – Timor

Perkozek australijski Nową Zelandię skolonizował niedawno – pierwszy lęg odnotowano tam w 1977 roku.

## Morfologia
Należy do najmniejszych przedstawicieli swojej rodziny. Mierzy od 23 do 27 cm długości, waży 100–230 g.
Obie płcie są do siebie podobne. W szacie godowej upierzenie jest ciemnobrązowe z połyskliwą głową i karkiem oraz wyróżniającym się kasztanowym paskiem odchodzącym od oka w kierunku karku. Oko ma barwę żółtą. Pod okiem, w okolicach dzioba, znajduje się wyraźna żółta plama.
W szacie spoczynkowej barwy są bardziej matowe, plama pod okiem bielsza, a gardło i przód głowy biało-szare. W okresie tym podobny jest do perkoza sędziwego (Poliocephalus poliocephalus), których obszary występowania w dużym stopniu pokrywają się.

## Zachowanie
Jest doskonałym pływakiem oraz nurkiem. W momencie zagrożenia natychmiast nurkuje, przepływając spore odległości pod powierzchnią wody.
Żywi się głównie małymi rybami, ślimakami i owadami wodnymi, które łapie podczas nurkowań, a także roślinnością i małymi żabami.
Może wyprowadzić do trzech lęgów w sezonie. Gniazduje samotnie. Gniazdo to pływający kopiec roślinności, zwykle zakotwiczony do zanurzonej gałęzi lub trzcin. W zniesieniu 4–5 bladoniebieskich jaj. Inkubacja trwa około 23 dni i zajmują się nią oboje rodzice. Pisklęta potrafią pływać wkrótce po wykluciu. Opiekują się nimi oboje rodzice, często wożąc je na grzbiecie. Po około 8 tygodniach od wyklucia młode stają się niezależne.

## Status
IUCN uznaje perkozka australijskiego za gatunek najmniejszej troski (LC, Least Concern) nieprzerwanie od 1988 (stan w 2020). Trend liczebności populacji uznawany jest za wzrostowy.